# قره‌سو (ولایت اندیجان)
قره‌سو (به ازبکی: Qorasuv) یک منطقهٔ مسکونی در ازبکستان است که در شهرستان قرغان‌تپه واقع شده‌است. قره‌سو ۲۹٬۲۰۰ نفر جمعیت دارد.